# Canadian (Schiff)
Die Canadian war ein 1860 in Dienst gestellter Transatlantikdampfer der britisch-kanadischen Reederei Allan Line, der im darauf folgenden Jahr in der Belle-Isle-Straße vor Neufundland nach dem Auflaufen auf einen unterseeischen Eisberg unterging.

## Das Schiff
Das 1.926 BRT große Dampfschiff Canadian wurde auf der Werft Scotts Shipbuilding and Engineering Company in der schottischen Hafenstadt Greenock gebaut und lief am 10. Dezember 1859 im Cartsburn-Dock vom Stapel. Im März 1860 wurde das Schiff fertiggestellt. Am 21. März 1860 legte die Canadian zu ihrer Jungfernfahrt von Liverpool nach Portland ab. Der aus Eisen gebaute Rumpf war 86,8 Meter lang und 10,3 Meter breit. Die Verbunddampfmaschinen waren für eine Geschwindigkeit von zwölf Knoten (22,2 km/h) ausgelegt.
Die Canadian wurde für die 1854 von Andrew und Hugh Allan gegründete kanadische Reederei Montreal Ocean Steamship Company Ltd., gebaut, die schnell als Allan Line bekannt wurde und ihren Sitz in Montreal hatte. Dieses Schiff wurde nach dem ersten Schiff der Allan Line, der 1854 in Dienst gestellten, 1764 BRT großen Canadian benannt, die am 1. Juni 1857 in der Nähe von Quebec ohne Verlust von Menschenleben untergegangen war.

## Untergang
Am Sonnabend, dem 1. Juni 1861 legte die Canadian in Quebec mit 301 Passagieren und Besatzungsmitgliedern an Bord zu einer weiteren Überfahrt nach Liverpool ab. Neben Passagieren waren wieder Fracht und Post für Großbritannien an Bord. Die Reise verlief ruhig, bis Kapitän John Howard Graham am Montagabend, dem 3. Juni, wegen des hohen Eisvorkommens vor Florin Light halten ließ. Gegen 03.00 Uhr morgens am 4. Juni nahm die Canadian wieder Fahrt auf und fuhr in die Belle Isle-Straße, eine Meerenge, welche die Labrador-Halbinsel von Neufundland trennt. Dort gab es wie in jedem Frühjahr viele Eisberge und Schollen. Wegen des vielen Eises dampfte die Canadian mit nur fünf Knoten.
Um 11.50 Uhr mittags am 4. Juni streifte die Canadian einen Eisberg, der nur wenige Meter über die Wasseroberfläche ragte. Die Erschütterung war nicht sehr groß und die Passagiere, die auf das Mittagessen warteten, dachten sich nichts dabei. Das Schiff wurde jedoch auf voller Länge aufgerissen und alle drei wasserdichten Abteilungen wurden sofort geflutet. Kapitän Graham gab umgehend den Befehl zum Verlassen des Schiffs, woraufhin die Rettungsboote seeklar gemacht wurden.
Die Canadian sank eine halbe Stunde nach der Kollision acht Seemeilen vom Land entfernt auf der Position 51° 44′ N, 55° 25′ W. Alle an Bord befindlichen Menschen konnten das Schiff in der kurzen Zeit in den Rettungsbooten verlassen, aber eines der Rettungsboote kenterte und alle 35 Insassen, darunter sechs Passagiere der Ersten Klasse, ertranken. Die übrigen 266 Überlebenden wurden von vier Fischkuttern geborgen und in der Hafenstadt Quirpon an Land gebracht. Die Bark Jules brachte die Überlebenden nach Saint John. Ein Teil der Post konnte gerettet werden.